# ويليام هيرشل
فريدريك ويليام هيرشل (بالألمانية: Friedrich Wilhelm Herschel) (15 نوفمبر 1738 – 25 أغسطس 1822) عالم فلك وملحن بريطاني من أصل ألماني. اتبع هيرشل خطوات أبيه فانضم للفرقة الموسيقية العسكرية التابعة لهانوفر، قبل هجرته إلى بريطانيا العظمى عن عمر يُناهز التاسع عشر، وهو شقيق العالِمة كارولين هيرشل. أصبح مشهوراً لاكتشافه كوكب أورانوس، وقمريه الرئيسيين تيتانيا، وأوبيرون، بالإضافة إلى قمري زحل. وقد كان أيضا أول من اكتشف وجود الأشعة تحت الحمراء. وألف واشتُهر بسمفونياته الأربعة والعشرين، وعدداً من القطع الموسيقية التي لحنها.

## بداية حياته وأعماله الموسيقية
ولد في هانوفر لأبوين إسحاق هيرشل وآنا إليز موريتزين، وهو ابن من أصل عشرة أبناء. عائلته كانت من المسيحيين اللوثريين، وكان أبوه عازف على آلة الأوبوا في الفرقة الموسيقية العسكرية التابعة لهانوفر.
وبعد أن بلغ التاسعة عشر من عُمره انتقل هرشل إلى إنكلترا ليعمل كعازف ومُدرس للموسيقى، فقد كان بالإضافة لعزفه على آلة الأوبوا فقد كان يُجيد العزف على آلة الكمان وعلى الهاربسكورد ولاحقاً تعلم الأورغن. ولحن عدداً من الأعمال الموسيقية، من ضمنها سمفونياته الأربعة والعشرين، بالإضافة إلى الموسيقى الكنائسية.
انتقل هيرشل بعد ذلك إلى سندرلاند عام 1761 عندما عينه تشارلز افيسون عازف الكمان الأول في أوركسترا نيو كاسل، حيث أنه عزف معهم لموسم واحد.
بعد نيو كاسل انتقل هيرشل إلى هاليفاكس فقد كان أول من عزف الأورغن في كنيسة القديس جون ذا بابتست «يوحنا المعمدان» (هاليفاكس منستر الآن). انتقلت أُخته كارولين إلى إنجلترا في 1772، وعاشت معه في نيو كنق ستريت، باث.
والبيت الذي عاشا فيه أصبح الآن مُتحف وليام هيرشل. أخويه ديترش، الكسندر، وجايكوب قد ظهروا كموسيقيين أيضاً في باث.

## بدايته مع الفلك وأعماله
قاد حب هيرشل لموسيقاه إلى اهتمامه بالرياضيات وعلم البصريات، وقد زاد اهتمامه بالفلك بعد أن تعرف على الفلكي الملكي إنجليزي نيفل ماسكيلين، وأنشأ هيرشل مقرابا عاكسا خاصاً به وكان يقضي أكثر من 16 ساعة يوميا يلمع ويعدل سبيكة المرايا المعدنية لمرآته الأولية. وفي مايو 1773 بدأ يرصد الكواكب والنجوم، وفي الأول من مارس عام 1774 بدأت صحيفة فلكية بنشر ملاحظاته حول حلقات زحل وسديم الجبار.
في الثالثة والأربعين من عمره، اكتشف كوكب أورانوس (Uranous)، عام 1781م، وهو الكوكب السابع في بعده عن الشمس، وسمّاه «جورجيوم سيدوس» نسبة للملك جورج الثالث ويعرف الآن عالمياً باسم أورانوس.
بعد سنة عُيِّن هرشل كفلكي خاص للملك مما ساعده في تكريس كل وقته إلى مساعيه الفلكية. ثم نصب هرشل منظاراً في مستنقع بيركشاير ومن خلال استعماله لهذا المنظار استطاع أن يكتشف قمرين لأورانوس والقمر السادس والسابع لزحل.

## إنجازاته
وكذلك استطاع أن يحدد موقعنا من داخل مجرة درب التبانة.
فمنذ عهد غاليلو أمكن أدراك أن الحزمة الضبابية المسماة درب التبانة ما هي إلا مجموعة من ملايين النجوم، التي تتخذ بمجموعها هذا القرص الفلكي الضخم، وبالتالي ساهم في تحديد موقعنا داخل المجرة، بطريقة بسيطة تقوم على أساس حساب أعداد النجوم في مختلف الاتجاهات، وفي عام 1785م، قام بنشر نتائج حساباته لأعداد النجوم الواقعة في 683 منطقة أختارها من السماء، وأستنتج أننا واقعون في مركز المجرة، وعلى الرغم من أن طريقته كانت مليئة بالأخطاء والموقع ليس صحيحا حيث تقع نجمتنا (الشمس) في طرف المجرة، إلا أن أفكاره كانت مثيرة وسابقة لأوانها.
وقام أيضا بدراسة دوران العديد من الكواكب وحركة النجوم المُزدوجة مُستخدماً تلسكوب 40 قدم، وفهرسة أكثر من 800 نجمة مزدوجة (نجم ثنائي). ولقد درس السدم وساهم في تقديم معلومات جديدة حول تكوينهم وارتفعت ملاحظاته لهذه السدم من 100 إلى 2500. وهو كان أول من افترض أن هذه السدم تكوّنت من النجوم. وفي عام 1786 نشر ويليام هيرشيل فهرس السدم والعناقيد النجمية، بمساعدة شقيقته كارولين هيرشل.
لقد أدرك وليام هيرشل أثناء مسحه للسماء أن هناك المئات من السدم الخافتة الضبابية الهيئة المنتشرة في معظم الاتجاهات، وخلال سبع سنوات من البحث والرصد تمكن من تسجيل أكثر من ألفي سديم لم يكن ملاحظاً لها من قبل. وأدرجها بفهرس وضعه.
واستغرق مسح السماء عدة عقود وتتبع جون (John)، ابن وليام هيرشل خطى أبيه واستمر بالبحث من النقطة التي توقف عندها أبيه، وهكذا نشر جون هيرشل الفهرس العام للسدم (The General Catalogue of Nebulae)، في عام 1864م، وضمنه 5079 جرما سماويا.

## عائلته
ويليام هيرشل تزوج من ميري، وأنجبا طفلا واحدا، سمياه جون، ولد في السابع من مارس 1792، ولقد تربى ويليام في بيئة مليئة بالعلم وقد اثر ذلك على ولده جون وعلى أحفاده أيضًا.
وفي عام 1816 كافأه الملك الملك جورج الرابع وحصل على اللقب سير 'Sir'. وقد ساعد في إنشاء الجمعية الفلكية في لندن عام 1820، وفي عام 1831 تلقت الجمعية ميثاق ملكي وأصبحت الجمعية الفلكية الملكية. وفي عام 1813 انتخب ليكون عضوًا أجنبيًّا في الأكاديمية الملكية السويدية للعلوم.
ومن بعده ولده جون هيرشل أصبح أيضاً فلكياً مشهوراً.

## وفاته
وفي 25 عام 1822 توفي ويليام هيرشل ودفن جثمانه بالقرب من كنيسة القديس لورانس.

## روابط خارجية
- ويليام هيرشل على موقع الموسوعة البريطانية (الإنجليزية)
- ويليام هيرشل على موقع ميوزك برينز (الإنجليزية)
- ويليام هيرشل على موقع إن إن دي بي (الإنجليزية)
- ويليام هيرشل على موقع ديسكوغز (الإنجليزية)